# Dhoodaan
Cabdullahi Macallin Axmed, dit Dhoodaan (Dollo, 1941 - Shire, 27 avril 2013 ), est un écrivain éthiopien en somali.

## Biographie
Né dans une famille de pasteurs, il ne reçut pas une éducation formelle.